# Euomphalida
Euomphalida de Koninck, 1881 è un ordine estinto di molluschi gasteropodi.

## Tassonomia
L'ordine comprendeva le seguenti superfamiglie::
- Superfamiglia Macluritoidea
- Superfamiglia Euomphaloidea
- Superfamiglia Platyceratoidea